# Parisita-(Nd)
La parisita-(Nd) és un mineral de la classe dels carbonats que pertany al grup de la parisita. Rep el nom de J.J. Paris, antic gerent de la mina de maragdes de Muzo, Colòmbia.

## Característiques
La parisita-(Nd) és un carbonat de fórmula química CaNd₂(CO₃)₃F₂. Va ser aprovada com a espècie vàlida per l'Associació Mineralògica Internacional en el mes de juliol de l'any 2024, i encara resta pendent de publicació, tot i que es coneix des de final dels anys vuitanta. Cristal·litza en el sistema monoclínic. La seva duresa a l'escala de Mohs es troba entre 4 i 5.
Segons la classificació de Nickel-Strunz pertany a «05.BD: Carbonats amb anions addicionals, sense H₂O, amb elements de terres rares (REE)» juntament amb els següents minerals: cordilita-(Ce), lukechangita-(Ce), zhonghuacerita-(Ce), kukharenkoïta-(Ce), kukharenkoïta-(La), cebaïta-(Ce), cebaïta-(Nd), arisita-(Ce), arisita-(La), bastnäsita-(Ce), bastnäsita-(La), bastnäsita-(Y), hidroxilbastnäsita-(Ce), hidroxilbastnäsita-(Nd), hidroxilbastnäsita-(La), parisita-(Ce), röntgenita-(Ce), sinquisita-(Ce), sinquisita-(Nd), sinquisita-(Y), thorbastnäsita, bastnäsita-(Nd), horvathita-(Y), qaqarssukita-(Ce) i huanghoïta-(Ce).
Les mostres que van servir per a determinar l'espècie, el que es coneix com a material tipus, es troben conservades a les col·leccions del Centre Nacional de Recerca de Geoanàlisi de Pequín (República Popular de la Xina), amb el número de catàleg NRCGA2024001, i al Museu Geològic de la Xina, també a Pequín, amb el número de catàleg: GMCTM2024003.

## Formació i jaciments
Va ser descoberta al dipòsit de Bayan Obo, a Mongòlia Interior (Xina), en marbre dolomític. També ha estat descrita a les mines de ferro de Fen, a Nome (Telemark, Noruega). Sol trobar-se associada a altres minerals com: calcita, aegirina, quars i amfíbols sòdics.